# Wes Schweitzer
Weston Robert Schweitzer (Scottsdale, Arizona, 11 de septiembre de 1993), más conocido como Wes Schweitzer, es un jugador profesional estadounidense de fútbol americano que se desempeña en la posición de lineman en New York Jets, equipo de la National Football League (NFL).

## Carrera
Fue seleccionado en la sexta ronda en la Reunión Anual de Selección de Jugadores de la NFL de 2016. En 2017, hizo su debut profesional con el equipo Atlanta Falcons, en el cual jugó tres temporadas (2017-2020), después pasó a Washington Commanders (2020-2023), posteriormente a New York Jets, donde lleva jugando dos temporadas.